# Campeonato Mundial de Ciclismo en Ruta de 1947
Los Campeonatos del mundo de ciclismo en ruta de 1947 se celebró en la localidad francesa de Reims el 2 y 3 de agosto de 1947. 

## Resultados
| Evento                     | Oro                            | Oro        | Plata                   | Plata | Bronce                         | Bronce |
| -------------------------- | ------------------------------ | ---------- | ----------------------- | ----- | ------------------------------ | ------ |
| Pruebas masculinas         |                                |            |                         |       |                                |        |
| Hombres - carrera en línea | Theo Middelkamp · Países Bajos | 7h 28' 17" | Albert Sercu · Bélgica  | + 10" | Jef Janssen · Países Bajos     | m.t.   |
| Amateur - carrera en línea | Alfio Ferrari · Italia         | 4h 18' 58" | Silvio Pedroni · Italia | -     | Gerard van Beek · Países Bajos | -      |